# Mitsuhide Iwaki
Mitsuhire Iwaki (岩城 光英, Iwaki Mitsuhide?, nacido el 4 de diciembre de 1949) es un político japonés del Partido Liberal Democrático, miembro de la Cámara de Concejeros en la Dieta Nacional (legislatura nacional). Nativo de Iwaki, Fukushima y licenciado de la Universidad Sofía de Tokio con el Bachillerato en Leyes., trabajó en Suntory y había asumido en la asamblea de ciudad de Iwaki por dos periodos desde 1980, en la asamblea de Fukushima por dos periodos desde 1986 y como alcalde de Iwaki por dos plazos desde 1990. Fue elegido a la Cámara de los Consejeros por primera vez en 1998.Iwaki fue nombrado Ministro de Justicia en el gabinete de Shinzo Abe el 7 de octubre de 2015.

## Puntos de vistas conservadoras
Iwaki es miembro del grupo parlamentario Sinseiren (fundamentalismo Shinto).
El 18 de octubre de 2015, unos cuantos días después de unirse al gabinete de Shinzo Abe, Iwaki visitó el polémico Santuario Yasukuni.